# Boogie oogie
 (срп. Буги уги) бразилска је теленовела, продукцијске куће Реде Глобо, снимана 2014. и 2015.

## Синопсис
Прича почиње 1956. године, када Сусана, бесна и очајна, унајмљује медицинску сестру да замени две тек рођене девојчице у породилишту. Једна од девојчица ћерка је Карлоте и предузетника Фернанда, који је са друге стране Сусанин љубавник. Током последњих неколико година, Фернандо је обећавао Сусани да ће оставити Карлоту и започети живот са њом, до чега никад није дошло. Због освете, Сусана их осуђује на живот далек од сопствене ћерке.
22 године касније, ћерка богатог брачног пара, хипијевка Сандра сада живи у једном насељу у Копакабани, верујући да су њени биолошки родитељи потчињена домаћица Беатриз и строги војник Елизио, који имају још двоје млађе деце, Отавија и Клаудију. Незапослена, Сандра се свакодневно бори како би помогла породици с трошковима. Одлучног и јаког карактера, оставила је дечка, службеника у војсци, Педра, и упустила се у везу са његовим братом Алексом, што је довело до ривалства међу браћом.
На дан Сандриног венчања са Алексом, долази до фаталне несреће, у којој су учествовали Алекс и пилот Рафаел, дечко размажене богаташице Виторије. Иако полумртав, Алекс скупи снаге како би помогао Рафаелу да изађе из палог авиона, али сам остаје заглављен унутра и на крају погине. Од тог момента Сандра објављује рат Рафаелу, оптужујући га да је убица, јер је крив за смрт њеног вереника. Али та мржња претвориће се у једну лепу љубавну причу. Међутим, Сандрин бивши дечко Педро спреман је да је поново освоји.
Виторији се нимало неће свидети цела та ситуација која верује да су јој биолошки родитељи Карлота и Фернандо. Ривалство међу Сандром и Виторијом појачаће се кад обе открију да су биле замењене у породилишту. Док Сандра живи скромним животом, Виторија живи у вили у насељу Гавеа, са својим наводним родитељима, старијим полубратом Бетом из Карлотиног мистеризоног претходног брака и баком Мадаленом, Фернандовом мајком.
За то време, Сусана је без Фернанда отишла у Њујорк, где је радила као конобарица у познатом ноћном клубу Студио 54. Након полемичног затварања клуба, Сусана се враћа у Бразил, а са собом носи и сву своју прошлост, желећи да се заувек освети Фернанду. Усељава се у стан своје најбоље пријатељице Инес и креће у потрагу откривања идентитета друге замењене девојчице, не слутећи да родитељи девојке коју тражи станују у истој згради.

## Улоге
| Глумац:            | Улога:                                                |
| ------------------ | ----------------------------------------------------- |
| Изис Валверде      | Сандра Веига Азеведо Фрага / Сандра Миранда Ромао     |
| Бјанка Бин         | Виторија Миранда Ромао / Виторија Веига Азеведо Фрага |
| Марко Пигоси       | Рафаел Кастро Силва                                   |
| Ђулија Гам         | Карлота Веига Азеведо Фрага                           |
| Марко Рика         | Фернандо Веига Азеведо Фрага                          |
| Алесандра Негрини  | Сузана Буено                                          |
| Елоиса Перисе      | Беатриз Миранда Ромао                                 |
| Данијел Дантас     | Елизио Миранда Ромао                                  |
| Ђована Рисполи     | Клаудија Миранда Ромао                                |
| Фабиула Насименто  | Кристина Силва                                        |
| Жозе Лорето        | Педро де Оливејра                                     |
| Дебора Секо        | Инес Наварете Сантос                                  |
| Фабрисио Боливејра | Тадеу Маркес дос Сантос                               |
| Бети Фарија        | Мадалена Веига Азеведо Фрага                          |
| Франциско Куоко    | Висенте Сантос                                        |
| Рита Елмор         | Леонор Машкарењас Д'Андреа                            |
| Освалдо Мир        | Омеро Сампајо                                         |
| Родриго Симас      | Роберто Бето Веига Азеведо Фрага                      |
| Летисија Спилер    | Жилда Антунес                                         |
| Гиљерме Фонтес     | Марио Силва                                           |
| Како Ћоклер        | Пауло Фонсека                                         |